# Michael Andrew
Michael Andrew (Edina, 18 april 1999) is een Amerikaanse zwemmer.

## Carrière
Bij zijn internationale debuut, op de wereldkampioenschappen kortebaanzwemmen 2016, in Windsor veroverde Andrew de wereldtitel op de 100 meter wisselslag. Daarnaast strandde hij in de halve finales van de 50 meter schoolslag en in de series van de 200 meter wisselslag. Samen met Dillon Virva, Michael Chadwick en Paul Powers zwom hij in de series van de 4x50 meter vrije slag, in de finale legden Powers en Chadwick samen met Blake Pieroni en Thomas Shields beslag op de zilveren medaille. Op de 4x50 meter wisselslag zwom hij samen met Matthew Josa, Thomas Shields en Paul Powers in de series, in de finale sleepte Shields samen met Jacob Pebley, Cody Miller en Michael Chadwick de zilveren medaille in de wacht. Voor zijn aandeel in de series van beide estafettes ontving Andrew de zilveren medaille. Op de 4x50 meter vrije slag gemengd werd hij samen met Dillon Virva, Madison Kennedy en Amanda Weir uitgeschakeld in de series.
Tijdens de Pan-Pacifische kampioenschappen zwemmen 2018 in Tokio veroverde de Amerikaan de gouden medaille op de 50 meter vrije slag. Daarnaast eindigde hij als zevende op de 100 meter schoolslag en als negende op zowel de 100 meter rugslag als de 100 meter vlinderslag. Samen met Kathleen Baker, Caeleb Dressel en Simone Manuel behaalde hij de bronzen medaille op de 4x100 meter wisselslag gemengd. Op de wereldkampioenschappen kortebaanzwemmen 2018 in Hangzhou eindigde hij als vierde op de 100 meter wisselslag, daarnaast strandde hij in de halve finales van de 50 meter vrije slag, 100 meter schoolslag en de 50 meter vlinderslag en in de series van de 50 meter schoolslag. Samen met Ryan Murphy, Caeleb Dressel en Ryan Held sleepte hij de zilveren medaille in de wacht op de 4×50 meter wisselslag. Op de 4×50 meter vrije slag zwom hij samen met Michael Jensen, Kyle DeCoursey en Jack Conger in de series, in de finale werd Conger samen met Caeleb Dressel, Ryan Held en Michael Chadwick wereldkampioen. Samen met Matt Grevers, Jack Conger en Blake Pieroni zwom hij in de series van de 4×100 meter wisselslag, in de finale legden Ryan Murphy, Andrew Wilson, Caeleb Dressel en Ryan Held beslag op de wereldtitel. Op de 4×50 meter wisselslag gemengd veroverde hij samen met Olivia Smoliga, Kelsi Dahlia en Caeleb Dressel de wereldtitel. Samen met Michael Chadwick, Olivia Smoliga en Madison Kennedy zwom hij in de series van de 4×50 meter vrije slag, in de finale behaalden Caeleb Dressel, Ryan Held, Mallory Comerford en Kelsi Dahlia de wereldtitel. Voor zijn aandeel in de series van drie estafettes ontving Andrew drie gouden medailles.
In Gwangju nam Andrew deel aan de wereldkampioenschappen zwemmen 2019. Op dit toernooi eindigde hij als vierde op de 50 meter vlinderslag, als vijfde op de 50 meter rugslag, als zesde op de 50 meter vrije slag en als zevende op de 50 meter schoolslag. Op de 100 meter schoolslag werd hij uitgeschakeld in de series. Op de 4×100 meter wisselslag zwom hij samen met Matt Grevers, Jack Conger en Zach Apple in de series, in de finale legden Ryan Murphy, Andrew Wilson, Caeleb Dressel en Nathan Adrian beslag op de zilveren medaille. Voor zijn inspanningen in de series werd Andrew beloond met eveneens de zilveren medaille.
In 2021 nam Andrew een eerste keer deel aan de Olympische Zomerspelen. In de finale van de 50m vrije slag eindigde hij op de 4e plaats, net achter de zilveren Florent Manaudou en de bronzen Bruno Fratus. Ook in de finale van de 100m schoolslag viel Andrew net naast het podium. In de finale van de 200m wisselslag zwom Andrew naar de 5e plaats. Samen met Ryan Murphy, Caeleb Dressel en Zach Apple behaalde Andrew wel de Olympische titel in de 4x100m wisselslag. In juni 2022 behaalde Andrew 3 zilveren en 2 bronzen medailles op de Wereldkampioenschappen zwemmen 2022 in Boedapest.

## Internationale toernooien
| Jaar | Olympische Spelen                                                               | WK langebaan | WK kortebaan | PanPacs                                                                                                 | Pan-Ams                                   |                                           |
| ---- | ------------------------------------------------------------------------------- | --- | --- | --- | ----------------------------------------- | ----------------------------------------- |
| 2016 | geen deelname                                                                   | | 9e 50m schoolslag · 100m wisselslag · 23e 200m wisselslag · 4x50m vrije slag · Andrew zwom enkel de series · 4x50m wisselslag · Andrew zwom enkel de series · 11e 4x50m vrije slag gemengd | |                                           |                                           |
| 2017 |                                                                                 | geen deelname | | |                                           |                                           |
| 2018 |                                                                                 | | 10e 50m vrije slag · 18e 50m schoolslag · 10e 100m schoolslag · 11e 50m vlinderslag · 4e 100m wisselslag · 4x50m vrije slag · Andrew zwom enkel de series · 4x50m wisselslag · 4x100m wisselslag · Andrew zwom enkel de series · 4x50m vrije slag gemengd · Andrew zwom enkel de series · 4x50m wisselslag gemengd | 50m vrije slag · 9e 100m rugslag · 7e 100m schoolslag · 9e 100m vlinderslag · 4x100m wisselslag gemengd |                                           |                                           |
| 2019 |                                                                                 | 6e 50m vrije slag · 5e 50m rugslag · 7e 50m schoolslag · 19e 100m schoolslag · 4e 50m vlinderslag · 4x100m wisselslag · Andrew zwom enkel de series                        | | | geen deelname                             |                                           |
| 2020 | Geen toernooien vanwege de coronapandemie                                       | Geen toernooien vanwege de coronapandemie | Geen toernooien vanwege de coronapandemie | Geen toernooien vanwege de coronapandemie                                                               | Geen toernooien vanwege de coronapandemie | Geen toernooien vanwege de coronapandemie |
| 2021 | 4e 50m vrije slag · 4e 100m schoolslag · 5e 200m wisselslag · 4x100m wisselslag | | 16e 50m vrije slag 14e 100m schoolslag 33e 100m vlinderslag 17e 100m wisselslag | |                                           |                                           |
| 2022 |                                                                                 | 50m vrije slag · 50m schoolslag · 9e 100m schoolslag · 50m vlinderslag · 4e 100m vlinderslag · 4x100m wisselslag · 4x100m wisselslag gemengd · Andrew zwom enkel de series | teruggetrokken 50m vrije slag · 5e 50m schoolslag · 25e 100m schoolslag · 14e 50m vlinderslag · 30e 100m vlinderslag · 5e 100 wisselslag · 4x50m wisselslag · 4e 4x50m vrije slag gemengd · 4x50m wisselslag gemengd · Andrew zwom enkel de series                                                                 | |                                           |                                           |
| 2023 |                                                                                 | geen deelname | | | geen deelname                             |                                           |
| 2024 | 26 juli - 11 augustus                                                           | 4e 50m vrije slag · 8e 50m rugslag · 11e 50m schoolslag · 50m vlinderslag                                                                                                  | 10 december - 15 december | |                                           |                                           |

## Persoonlijke records
Bijgewerkt tot en met 18 april 2024
Kortebaan
| Afstand          | Tijd  | Datum            | Plaats    |
| ---------------- | ----- | ---------------- | --------- |
| 50m vrije slag   | 20,94 | 15 november 2018 | Singapore |
| 50m rugslag      | 23,11 | 16 november 2018 | Singapore |
| 100m rugslag     | 50,36 | 6 oktober 2018   | Boedapest |
| 50m schoolslag   | 25,81 | 17 december 2022 | Melbourne |
| 100m schoolslag  | 57,24 | 11 december 2018 | Hangzhou  |
| 50m vlinderslag  | 22,32 | 17 november 2018 | Singapore |
| 100m vlinderslag | 50,61 | 14 november 2020 | Boedapest |
| 100m wisselslag  | 51,16 | 15 november 2018 | Singapore |

Langebaan
| Afstand          | Tijd    | Datum         | Plaats       |
| ---------------- | ------- | ------------- | ------------ |
| 50m vrije slag   | 21,41   | 24 juni 2022  | Boedapest    |
| 50m rugslag      | 24,39   | 21 juni 2019  | Rome         |
| 100m rugslag     | 53,40   | 22 juni 2019  | Rome         |
| 50m schoolslag   | 26,52   | 28 april 2022 | Greensboro   |
| 100m schoolslag  | 58,14   | 13 juni 2021  | Omaha        |
| 50m vlinderslag  | 22,79   | 19 juni 2022  | Boedapest    |
| 100m vlinderslag | 50,80   | 14 mei 2021   | Indianapolis |
| 200m wisselslag  | 1.55,26 | 17 juni 2021  | Omaha        |